# Târgu Ocna
Târgu Ocna es una ciudad con estatus de oraș de Rumania en el distrito de Bacău.

## Geografía
Se encuentra a una altitud de 260 m s. n. m. a 283 km de la capital, Bucarest.

## Demografía
Según estimación 2012 contaba con una población de 12 183 habitantes.
| 1948  | 1956   | 1966   | 1977   | 1992   | 2002   | 2012   |
| 9 796 | 11 227 | 11 647 | 12 603 | 16 701 | 13 576 | 12 183 |